# في المتنزه (فلم 1915)
في المتنزه (بالإنجليزية: In the Park)، يعرف أيضا بأسم (تشارلي في المتنزه)، وهو فيلم كوميدي أمريكي صامت من عام 1915 بطولة تشارلي تشابلن تم إنتاجه في استوديوهات إساناي.

## طاقم التمثيل
- تشارلي تشابلن - تشارلي
- إدنا بيرفيانس - مربية
- ليو وايت - الكونت
- ليونا أندرسون - المعجبة بالكونت
- بود جاميسون -
- بيلي أرمسترونغ - لص السجق
- إرنست فان بيلت - بائع السجق

## وصلات خارجية
- الفيلم القصير In the Park متوفر للتحميل من موقع أرشيف الإنترنت [المزيد]
- مقالات تستعمل روابط فنية بلا صلة مع ويكي بيانات